# Gaál Andor
Gaál Andor, névváltozata: Gál, 1916-ig Gansel (Balassagyarmat, 1895. augusztus 18. – Auschwitzi koncentrációs tábor, 1944.) író, újságíró, műfordító. Testvére Gál Dezső újságíró volt.

## Élete
Gansel Sándor (1869–1945) kereskedelmi ügynök és Ungár Jolán (1873–1954) fia. Első novellái A Hét című lapban jelentek meg. A Világ segédszerkesztője, majd a Magyar Hírlap munkatársa volt. Ez utóbbi megszűnése után, 1938-tól az Esti Kurír szerkesztőségének tagja lett. Fordított németből, franciából és angolból is. A Lejtőn című regényével 1922-ben az Athenaeum regénypályázatán első díjat nyert. 1944-ben deportálták.
Első házastársa Kiss Erzsébet volt, Kiss Mihály és Frisch Franciska lánya, akit 1926. január 24-én Budapesten vett nőül. Két évvel később elváltak. Második felesége Frank Katalin (1896–?) volt, akivel 1933. november 26-án kötött házasságot.

## Művei

### Regények
- A bíborruhás asszony (Budapest, 1920)
- Lejtőn (Budapest, 1922)
- A francia ágy (Budapest, 1934)

### Fordítások
- Sherwood Anderson: Tar (Tar, a Midwest Childhood)
- Sherwood Anderson: A sötét nevetés (Dark Laughter)
- Arnold Bennett: Az áruház rejtélye
- Edgar Rice Burroughs: Tarzan az őserdőben
- Lewis Browne: A kiválasztott nép
- Louis Berg: A börtön orvosa (Prison doctor)
- Max Brand: A párduckölyök
- Paul Brunton: Egyiptom titkai (A search in secret Egypt)
- Paul Brunton: A felsőbbrendű én (The quest of the overself)
- Helen Grace Carlisle: Lányok a viharban (The Merry Merry Maidens)
- Joseph Conrad: Öregek és fiatalok (Youth, a Narrative and Two Other Stories) (Neményi Imérvel közösen)
- Paul De Kruif: Az élet csatája (The Fight for Life)
- Hans Dominik: Atlantis föltámadása (Atlantis)
- John Dos Passos: Nagyváros. (Manhattan Transfer).
- John Knittel: El Hakim : Egy orvos regénye (I-II. kötete) (Doctor Ibrahim)
- William Johanne La Varre: Üzlet és kaland. Egy üzleti utazás kalandos története a dél-amerikai őserdőkben.
- David Herbert Lawrence: A tollaskígyó (The Plumed Serpent )
- Ernst Lothar: A megváltó halál (Die Mühle der Gerechtigkeit)
- Martha Osthenso: Előjáték a szerelemhez (Prologue to Love)
- Arthur Schnitzler: Álmok éjszakája (Traumnovelle)
- Upton Sinclair: Lanny Budd – Letűnt világ (Lanny Budd: World`s end)
- Howard Spring: A macska (The cat)
- Howard Spring: Szerelmetes fiam (My son...my son)
- Howard Spring: Tövis és borostyán (Fame is the spure)
- Antonina Vallentin: Leonardo da Vinci (Leonardo Da Vinci – The Tragic Pursuit of Perfection)
- Hugh Walpole: Harmer John pünkösdi királysága (Harmer John. An Unworldly Story)
- Herbert George Wells: Egyelőre... Egy lady arcképe. (Meanwhile. The Picture Of A Lady)
- Herbert George Wells: Mr. Polly lázadása (The History of Mr. Polly)